# En marge du monde
En marge du monde est une émission de télévision documentaire québécoise en dix épisodes de 48 minutes présentée par Samian et diffusée à partir du 3 septembre 2019 sur TV5 Québec Canada.

## Synopsis
Samian voyage autour du monde et va à la rencontre de gens qui ont choisi de vivre autrement. La série présente des individus au parcours unique qui ont tout quitté et qui ont opté pour un mode de vie hors norme. Certains sont nomades, que ce soit sur la terre ferme ou sur la mer, et d’autres ont développé leurs habiletés et leur petit coin de pays afin de pouvoir vivre en totale autonomie par rapport au monde moderne. La série s’intéresse à leur réalité quotidienne, leur rapport à la nature, leur spiritualité et aux raisons qui les ont poussés à changer.

## Épisodes
Chaque épisode présente un individu, une famille ou un groupe qui vit différemment dans une région particulière du globe.
- Kim et Jim - Australie
- Emma Orbach - Pays de Galles
- Famille Gifford - Mexique
- Sylvain Paquin - Baie James, Québec
- Yongyuan Long - Guatemala
- Le cirque Bidon - France
- Miriam Lancewood - Nouvelle-Zélande
- Tomoko Kuwahara - Japon
- Marie et Julien - Thaïlande
- Apostolos Sianos - Grèce